# Кемени, Янош

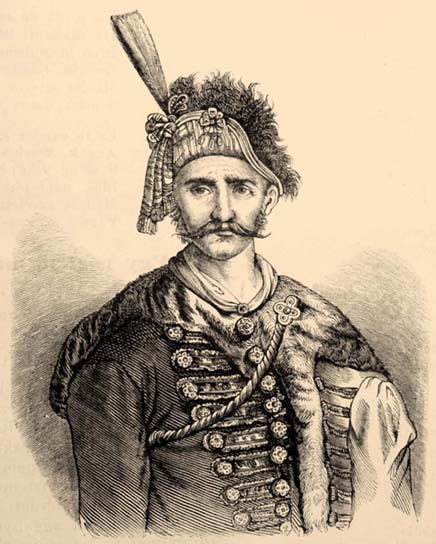
Янош Кемени

Янош Кемени (Кемень, венг. János Kemény; 14 декабря 1607 — 23 января 1662) — трансильванский князь (1661—1662).

## Биография
Янош Кемени происходил из знатной венгерской семьи, занимал разные государственные и военные должности в Трансильвании во время правления князей Габора Бетлена и Дьёрдя I Ракоци.
Вначале служил при дворе Габора Бетлена, а после его смерти в 1629 году принадлежал к партии его вдовы, но вскоре перешёл на сторону Дьёрдя I Ракоци. В 1644—1645 годах принимал участие в его венгерских походах и существенно содействовал заключению Линцского мира.
При Дьёрде II Ракоци полководец Янош Кемени в 1653 году совершил успешный военный поход в Молдавию, где отстранил от престола молдавского господаря Василия Лупу и посадил на господарский трон Георгия Штефана.
В январе 1657 года Янош Кемени участвовал в военном походе трансильванского князя Дьёрдя II Ракоци против Речи Посполитой. В июле того же 1657 г. Дьёрдь Ракоци потерпел поражение от польско-литовских войск в битве под Чёрным Камнем и вынужден был заключить невыгодный мирный договор с Речью Посполитой. Во время дальнейшего отступления в Трансильванию Дьёрдь Ракоци был окружён и разгромлен крымскими татарами. Во время битвы Янош Кемени попал в плен к татарам, которые два года продержали его в Крыму. В августе 1659 года Янош Кемени был освобождён из татарского плена за большой денежный выкуп.
Летом 1660 года после смерти Дьёрдя II Ракоци Янош Кемени объединил вокруг себя его сторонников и выступил против турецкого ставленника Акоша Барчаи. Янош Кемени в январе 1661 года был провозглашён князем Трансильвании. Турецкий султан отказался признавать Яноша Кемени новым князем Трансильвании. Акош Барчаи был схвачен и убит по приказу Яноша Кемени.
Кемени обратился за помощью к австрийским Габсбургам, но 23 января 1662 г. пал при Надь-Сёлеше (ныне Виноградов в Закарпатской области) в сражении с турками, союзниками противопоставленного ему князя Михаила I Апафи.
Кемени в Крыму написал «Псалтырь», напечатанный в 1659 году. Его автобиография издана в Пеште в 1817 и 1856 годах.